# Laguna Heights
Laguna Heights és una concentració de població designada pel cens dels Estats Units a l'estat de Texas. Segons el cens del 2000 tenia 1.990 habitants.

## Demografia
Segons el cens del 2000, Laguna Heights tenia 1.990 habitants, 528 habitatges, i 459 famílies. La densitat de població era de 2.744,1 habitants/km².
Dels 528 habitatges en un 56,8% hi vivien nens de menys de 18 anys, en un 64,8% hi vivien parelles casades, en un 15% dones solteres, i en un 12,9% no eren unitats familiars. En el 10,8% dels habitatges hi vivien persones soles el 2,8% de les quals corresponia a persones de 65 anys o més que vivien soles. El nombre mitjà de persones vivint en cada habitatge era de 3,77 i el nombre mitjà de persones que vivien en cada família era de 4,04.
Per edats la població es repartia de la següent manera: un 37,5% tenia menys de 18 anys, un 12,2% entre 18 i 24, un 30,1% entre 25 i 44, un 14,8% de 45 a 60 i un 5,4% 65 anys o més.
L'edat mediana era de 25 anys. Per cada 100 dones de 18 o més anys hi havia 97,9 homes.
La renda mediana per habitatge era de 18.083 $ i la renda mediana per família de 19.491 $. Els homes tenien una renda mediana de 15.677 $ mentre que les dones 14.861 $. La renda per capita de la població era de 6.538 $. Aproximadament el 37,7% de les famílies i el 45,6% de la població estaven per davall del llindar de pobresa.

## Poblacions més properes
El següent diagrama mostra les poblacions més properes.